# بوبي بيتا
بوبي بيتا (بالهولندية: Bobby Petta)‏ (6 أغسطس 1974 بروتردام في هولندا - ) هو لاعب كرة قدم هولندي في مركز الوسط. لعب مع آر كي سي فالفيك وأدلايد رايدرز وإيبسويتش تاون وبارا هيلز نايتس وبرادفورد سيتي وسيدني إف سي وفاينورد ونادي أديلايد يونايتد ونادي دوردريخت ونادي سلتيك ونادي فولهام وهايدلبرغ يونايتد ‏ وCaledonian Locomotives F.C. ‏ ودارلينجتون إف سى.

## وصلات خارجية
- بوبي بيتا على موقع قاعدة بيانات كرة القدم.إي يو (الإنجليزية)
- بوبي بيتا على موقع Soccerbase.com (لاعب) (الإنجليزية)
- بوبي بيتا على موقع عالم كرة القدم.نت (الإنجليزية)